# Epitranus crassicornis
Epitranus crassicornis är en stekelart som beskrevs av Boucek 1982. Epitranus crassicornis ingår i släktet Epitranus och familjen bredlårsteklar.
Artens utbredningsområde är Laos. Inga underarter finns listade i Catalogue of Life.